# Rosario López
Rosario López Carrascosa (Jaén, 1943-Jaén, 18 de agosto de 2016), más conocida como «Charo López», fue una cantaora de flamenco española, considerada, en el mundo flamenco, una de las más grandes voces de las últimas décadas.

## Biografía
Era hija del músico Enrique López que trabajaba en el desaparecido Teatro Cervantes de Jaén. Desde niña se aficiona al cante flamenco, influenciada por vivir en el desaparecido teatro, la música, las canciones y las bambalinas, la llevarían a ser artista. En sus comienzos, se acerca a la canción española y más adelante, tras casarse, es el flamenco el que impera en su personalidad artística, arrastrada por su exmarido, el estudioso Ramón Porras, y un entorno flamenco se inclina por el cante jondo.
Posteriormente, Rafael Romero «El Gallina» la descubre actuando en el desaparecido Cine Lis Palace, junto al Gitano de Andújar y un jovencísimo Enrique Morente, a partir de este momento entabla relación con personas del flamenco jiennense y se integra en la Peña Flamenca de Jaén, hasta que por enfermedad se traslada a Barcelona a principios de los años setenta, donde le trasplantan un riñón, donado por su hermana Juana, que salva su vida.
Durante su estancia en Cataluña se relacionó con diversas peñas flamencas, logrando numerosos éxitos. Más tarde, vuelve a Jaén y graba su primer disco, de clara influencia flamenca. Se hace cantaora en distintos festivales, junto a Pepe Cruz, Rafael Romero «El Gallina» y la guitarra de Perico el del Lunar hijo. Seguidamente grabó el disco Pasión, muerte y entierro de García Lorca, junto al estudioso flamenco Juan Antonio Ibáñez. En el X Congreso de Actividades Flamencas que se celebró en Jaén en 1982, se entregó un disco titulado Canta Jaén, donde compartió cartel con Carmen Linares, Rafael Romero, Carlos Cruz y Pepe Polluelas. Obtiene grandes éxitos en toda España y comienza la grabación de su disco El Cante de Rosario López, donde la guitarra de Juan Habichuela la conduce por los auténticos caminos del cante flamenco. Por iniciativa del Ayuntamiento de Jaén, grabó el disco Villancicos Flamencos, donde plasma su sentimiento y la adaptabilidad del flamenco.
Estuvo varias veces en Japón representando obras flamencas como El amor brujo. Ha grabado el disco Raíces y Esencias, patrocinado por el Ayuntamiento de Jaén, con motivo del homenaje que este le rindió en el 2002. Y en 2007, el sello RTVE-Música editó un doble álbum en el que comparte cortes con figuras de la talla de Fernanda de Utrera, La Perla de Cádiz, Carmen Linares, Mayte Martín, siendo Rosario la que más aporta con sus cinco estilos.
Es digno de destacar la unión de Chari López con Jaén y sus tradiciones como son la Semana Santa y las Cofradías. Un clásico eran las saetas de Rosario a Nuestro Padre Jesús en el «Cantón» en la antigua Madrugada de Jaén; sus saetas a la Buena Muerte desde su propio domicilio frente a Diputación Provincial; sus saetas a la Virgen de la Amargura en Óptica Amate ( Hermandad que la nombró Hermana de Honor); y fuera de la Semana Santa su amor a la Virgen de la Capilla a quien sirvió como «Camarera» siendo la Medalla de la Patrona la que le acompañaría en su óbito.

## Discografía
- Rosario López. 1975
- Entierro para Federico García Lorca. 1977
- El Cante de Rosario López. 1978
- Antología del Cante Flamenco 1980
- Canta Jaén. 1982
- Villancicos Flamencos de Rosario López. 1988
- Raíces y Esencias. 2002
- Jaén canta a la Navidad.
- A la verde oliva. 2009[6]

## Premios
- Aceituna de Oro, (23 de marzo de 1979), otorgado por el Excmo. Ayto. De Jaén. Esta imposición la realizó el entonces alcalde de la ciudad, D. Antonio Herrera.
- Premio Nacional Populares, a la revelación del año 1976, por la COPE.
- Canal Sur Radio, distingue el día de su inauguración en Jaén a Rosario López Carrascosa por ser ejemplo para toda una generación de artistas flamencos, (14 de diciembre de 1989).
- Palma de Oro en el Círculo de Bellas Artes de Madrid, (abril de 1990).
- Aceituna de oro e insignia con el Escudo de Oro de Jaén, otorgado por la Ciudad de Jaén, (octubre de 2002).
- Galardón Ciudadana 2009, concedido por el Ayuntamiento de Jaén.[7]